# Jagoš Vuković
Jagoš Vuković (Servisch: Јагош Вуковић) (Bačko Dobro Polje, 10 juni 1988) is een Servisch betaald voetballer die doorgaans in de verdediging speelt. Vuković debuteerde in 2009 in het Servisch voetbalelftal.

## Carrière
Vuković kan uit de voeten als centrale verdediger en linksback. Hij is afkomstig uit de jeugdopleiding van Rode Ster Belgrado, maar stond sinds juli 2006 onder contract bij FK Rad, waarvoor hij in augustus 2007 in de hoofdmacht debuteerde. Rad verhuurde hem op 28 augustus 2009 voor één jaar aan PSV, dat daarbij een optie tot koop bedong.
Vuković debuteerde op 22 oktober 2009 in het eerste team van PSV. In de met 1-0 gewonnen UEFA Europa League-wedstrijd thuis tegen FC Kopenhagen viel hij in de 86e minuut in voor Erik Pieters. Op 22 november 2009 maakte Vuković ook zijn eredivisiedebuut voor PSV, thuis tegen Heracles Almelo. Hij viel in de 77e minuut in voor - opnieuw - Pieters en scoorde tien minuten later PSV's laatste doelpunt in de met 4-0 gewonnen partij.
Op 8 april 2010 meldde PSV de optie tot koop van Vuković niet te lichten, maar wel graag met hem door te willen op andere voorwaarden. Een dag later maakte de club bekend een driejarig contract te hebben gesloten met de Serviër met een optie voor nog twee seizoenen. In het seizoen 2011/12 werd hij verhuurd aan Roda JC Kerkrade. In de zomer van 2012 keerde hij terug bij PSV waar hij echter niet meer in de plannen van het eerste team voor komt. In december speelde hij weer voor het eerst voor PSV in de bekerwedstrijd tegen Rijnsburgse Boys. In 2013 liep zijn contract af en PSV lichtte de optie op nog twee seizoenen niet.
In de zomer van 2013 trainde hij mee met Vojvodina Novi Sad, waar hij op 31 augustus voor twee seizoenen tekende. Vier maanden later verkaste hij niettemin naar Konyaspor om daarmee in de volgende 3,5 jaar zijn actiefste periode op het hoogste niveau te beleven.

## Clubstatistieken
| Seizoen         | Club               | Competitie         | Wed. | Goals |
| --------------- | ------------------ | ------------------ | ---- | ----- |
| 2005/06         | Rode Ster Belgrado | Meridian Superliga | 1    | 0     |
| 2006/07         | FK Rad             | Prva Liga          | 25   | 2     |
| 2007/08         | FK Rad             | Prva Liga          | 31   | 1     |
| 2008/09         | FK Rad             | Superliga          | 27   | 2     |
| 2009/10         | → PSV (huur)       | Eredivisie         | 5    | 1     |
| 2010/11         | PSV                | Eredivisie         | 4    | 0     |
| 2011/12         | → Roda JC (huur)   | Eredivisie         | 25   | 2     |
| 2012/13         | PSV                | Eredivisie         | 0    | 0     |
| 2013/14         | Vojvodina Novi Sad | Meridian Superliga | 9    | 0     |
| 2013/14         | Konyaspor          | Süper Lig          | 7    | 1     |
| 2014/15         | Konyaspor          | Süper Lig          | 21   | 0     |
| 2015/16         | Konyaspor          | Süper Lig          | 32   | 4     |
| 2016/17         | Konyaspor          | Süper Lig          | 27   | 4     |
| 2017/18         | Olympiakos Piraeus | Super League       | 1    | 0     |
| 2017/18         | → Hellas Verona    | Serie A            | 15   | 1     |
| 2018/19         | Olympiakos Piraeus | Super League       | 18   | 3     |
| 2019/20         | Olympiakos Piraeus | Super League       | 0    | 0     |
| 2020            | Qingdao FC         | Super League       | 17   | 1     |
| 2021            | Qingdao FC         | Super League       | 2    | 0     |
| Carriere Totaal | Carriere Totaal    | Carriere Totaal    | 267  | 22    |

Bijgewerkt t/m 24 juli 2021.

## Interlandcarrière
Vuković debuteerde op 27 maart 2009 voor het nationale team van Servië tot 21 jaar en was daarmee aanwezig op onder meer het Europees kampioenschap voetbal onder 21 van 2009. Hij speelde voor Servië onder 19 op het EK 2007.
Op 14 november 2009 debuteerde Vuković voor het Servisch voetbalelftal. In een met 0-1 gewonnen vriendschappelijke interland tegen en in Noord-Ierland, viel hij in de 67e minuut in voor Aleksandar Kolarov.
| Interlands van Jagoš Vuković | Interlands van Jagoš Vuković | Interlands van Jagoš Vuković | Interlands van Jagoš Vuković | Interlands van Jagoš Vuković | Interlands van Jagoš Vuković |
| №                            | Datum                        | Wedstrijd                    | Uitslag                      | Competitie                   | Doelpunten                   |
| Als speler van PSV           | Als speler van PSV           | Als speler van PSV           | Als speler van PSV           | Als speler van PSV           | Als speler van PSV           |
| ---------------------------- | ---------------------------- | ---------------------------- | ---------------------------- | ---------------------------- | ---------------------------- |
| 1.                           | 14 november 2009             | Noord-Ierland – Servië       | 0 – 1                        | Vriendschappelijk            | 0                            |
| 2.                           | 18 november 2009             | Zuid-Korea – Servië          | 0 – 1                        | Vriendschappelijk            | 0                            |

## Erelijst
FK Vojvodina
- Kup Srbije

2014
 Konyaspor
- Türkiye Kupası

2017